# Liste der Biografien/Luz
Liste der Biografien |
Portal Biografien |
Personensuche
# |
A |
B |
C |
D |
E |
F |
G |
H |
I |
J |
K |
L |
M |
N |
O |
P |
Q |
R |
S |
T |
U |
V |
W |
X |
Y |
Z |
?
 
La |
Lb |
Lc |
Le |
Lg |
Lh |
Li |
Lj |
Ll |
Lm |
Lo |
Lp |
Lt |
Lu |
Lv |
Lw |
Lx |
Ly |
Lz
 
Lua |
Lub |
Luc |
Lud |
Lue |
Luf |
Lug |
Luh |
Lui |
Luj |
Luk |
Lul |
Lum |
Lun |
Luo |
Lup |
Luq |
Lur |
Lus |
Lut |
Luu |
Luv |
Luw |
Lux |
Luy |
Luz
Die Liste der Biografien führt alle Personen auf, die in der deutschsprachigen Wikipedia einen Artikel haben. Dieses ist eine Teilliste mit 94 Einträgen von Personen, deren Namen mit den Buchstaben „Luz“ beginnt.

## Luz
- Luz (* 1972), französischer Comiczeichner und Cartoonist
- Luz Afonso, Simonetta (* 1946), portugiesische Museologin und Kulturmanagerin
- Luz Rosinha, Maria da (* 1948), portugiesische Politikerin des Partido Socialista
- Luz von Rizmannsdorf, Johann Heinrich († 1634), römisch-katholischer Geistlicher
- Luz, Adriano (* 1959), portugiesischer Schauspieler und TheaterregisseurAdriano Luz (* 1959)

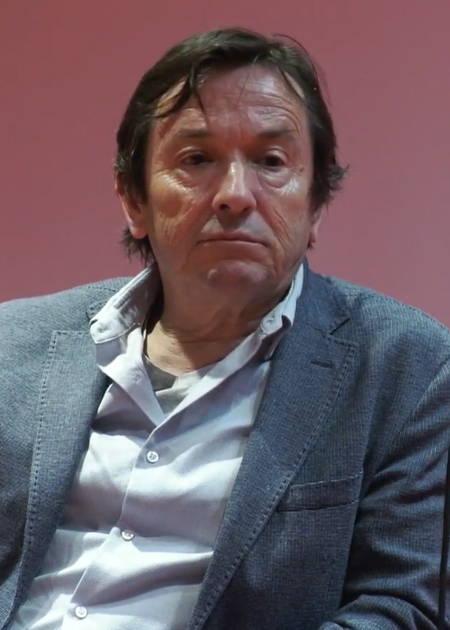
Adriano Luz (* 1959)

- Luz, Aída (1917–2006), argentinische Filmschauspielerin
- Luz, Amaro da (1934–2019), kap-verdischer Politiker, Ökonom, Diplomat und Freiheitskämpfer
- Luz, Bárbara (* 1993), portugiesische Tennisspielerin
- Luz, Bernd (* 1966), deutscher Künstler
- Luz, Carlos Coimbra da (1894–1961), brasilianischer Politiker und Präsident
- Luz, Christoph (1596–1639), Präzeptor und Dichter
- Luz, Claudio da (* 1979), luxemburgischer Fußballspieler
- Luz, Elisabeth (1888–1971), Schweizer Fürsorgerin
- Luz, Felix (* 1982), deutscher Fußballspieler
- Luz, Franc (* 1950), US-amerikanischer Filmschauspieler
- Luz, Francisco de Paula († 1915), portugiesischer Offizier und Kolonialverwalter
- Luz, Fritz (1905–1987), deutscher Verleger
- Luz, Georg (1818–1884), deutscher Lehrer und Schriftsteller
- Luz, Hans (1926–2016), deutscher Garten- und Landschaftsarchitekt
- Luz, Heiner (* 1959), deutscher Landschaftsarchitekt
- Luz, Johann Friedrich Salomon (1744–1827), deutscher evangelischer Pfarrer, Kirchenrat und Naturwissenschaftler
- Luz, Jonas (* 1985), brasilianischer Snookerspieler
- Luz, Kadish (1895–1972), israelischer Politiker
- Luz, Karl von (1824–1899), deutscher Oberamtmann und Politiker
- Luz, Leandro de Oliveira da (* 1983), brasilianischer Fußballspieler
- Luz, Luis dos Santos (1909–1989), brasilianischer Fußballspieler
- Luz, Max, deutscher Drehbuchautor und Regisseur
- Luz, Orlando (* 1998), brasilianischer Tennisspieler
- Luz, Rocío (* 2002), italienisch-argentinische Schauspielerin
- Luz, Sebastian (1836–1898), deutscher Maler
- Luz, Thom (* 1982), Schweizer Regisseur, Schauspieler und Theatermusiker
- Luz, Ulrich (1938–2019), Schweizer reformierter Theologe und Neutestamentler
- Luz, Wilhelm August (1892–1959), deutscher Kunsthistoriker

### Luza
- Luza, Gustavo (* 1962), argentinischer Tennisspieler
- Luza, Lechedzani (* 1978), botswanischer Boxer
- Luža, Radomír (1922–2009), tschechoslowakischer Historiker und Widerstandskämpfer
- Luža, Vojtěch (1891–1944), tschechoslowakischer General und Widerstandskämpfer
- Luzac, Johan (1746–1807), niederländischer Rechtsanwalt, Journalist und Professor für Griechisch und Geschichte
- Luzac, Lodewijk Caspar (1786–1861), niederländischer Politiker (Liberaler)
- Luzán, José (1710–1785), spanischer Barockmaler
- Luzania, Veronica (* 2000), mexikanische Diskuswerferin
- Luzarche, Robert (1845–1871), französischer Schriftsteller und Historiker
- Luzardo Romero, Medardo Luis (1935–2018), venezolanischer Geistlicher, römisch-katholischer Erzbischof von Ciudad Bolívar
- Luzardo, Arsenio (* 1959), uruguayischer Fußballspieler

### Luzb
- Luzbetak, Louis Joseph (1918–2005), US-amerikanischer Geistlicher (römisch-katholisch), Steyler Missionar und Ethnologe

### Luze
- Luze, Gottfried (1857–1940), österreichischer Entomologe
- Luze, Hervé de (* 1949), französischer Filmeditor
- Luze, Karl (1864–1949), österreichischer Chordirigent und letzter Hofkapellmeister
- Luzemann, Paul (* 1913), deutscher Former und Mitglied der Volkskammer der DDR
- Luzenka, Janina (* 2000), belarussische Sprinterin
- Luzenko, Alexei (* 1992), kasachischer Radrennfahrer
- Luzenko, Dmytro (1921–1989), ukrainischer Dichter und Liedtexter der Estrada
- Luzenko, Jewgeni Olegowitsch (* 1987), russischer Fußballspieler
- Luzenko, Jurij (* 1964), ukrainischer Politiker, ehemaliger Innenminister der Ukraine

### Luzi
- Luzi, Enrico (1919–2011), italienischer Schauspieler und Synchronsprecher
- Luzi, Giovanni (* 1960), deutscher Schauspieler
- Luzi, Giulia (* 1994), italienische Schauspielerin und Popsängerin
- Luzi, Maria Pia (* 1941), italienische Schauspielerin
- Luzi, Mario (1914–2005), italienischer Lyriker
- Luzia, Name für das Skelett einer Frau
- Luzia, Clara (* 1978), österreichische Singer-Songwriterin
- Luzier, Ray (* 1970), US-amerikanischer SchlagzeugerRay Luzier (* 1970)

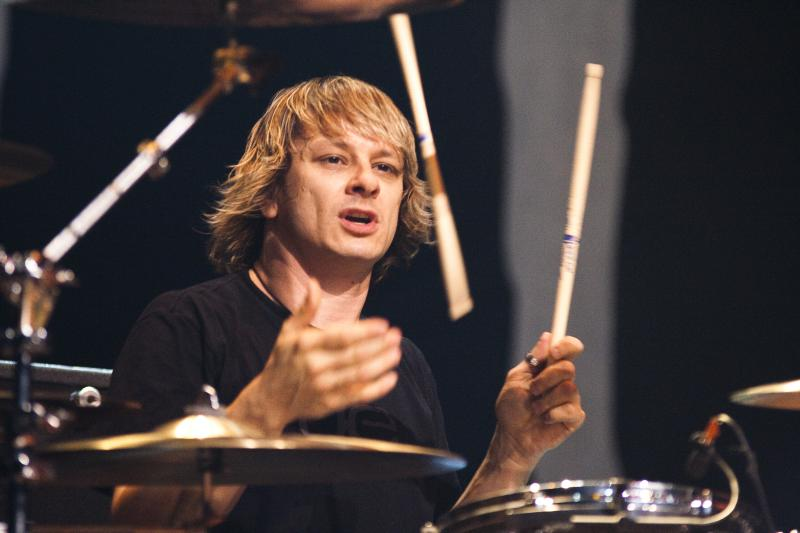
Ray Luzier (* 1970)

- Luzio, Gianna (* 1980), Schweizer Politikerin (CVP)
- Luzius von Chur, Glaubensbekenner und Patron des Bistums Chur
- Luzius, Hans-Peter (* 1912), deutscher Mathematiker und Kryptologe
- Luzius, Karl (1907–1997), deutscher Schauspieler, Schauspielpädagoge und Autor
- Luzius-Studer, Hans (1907–1971), Schweizer Maschinenbauingenieur und Flugzeugkonstrukteur

### Luzk
- Luzkyj, Jurij (1919–2001), ukrainisch-kanadischer Literaturwissenschaftler und Übersetzer
- Luzkyj, Ostap (1883–1941), ukrainischer Schriftsteller, Publizist und Literaturkritiker sowie Militärperson und polnischer Politiker

### Luzn
- Lužnik, Nuša (* 2006), slowenische Kugelstoßerin

### Luzo
- Luzolo, Maryse (* 1995), deutsche WeitspringerinMaryse Luzolo (* 1995)

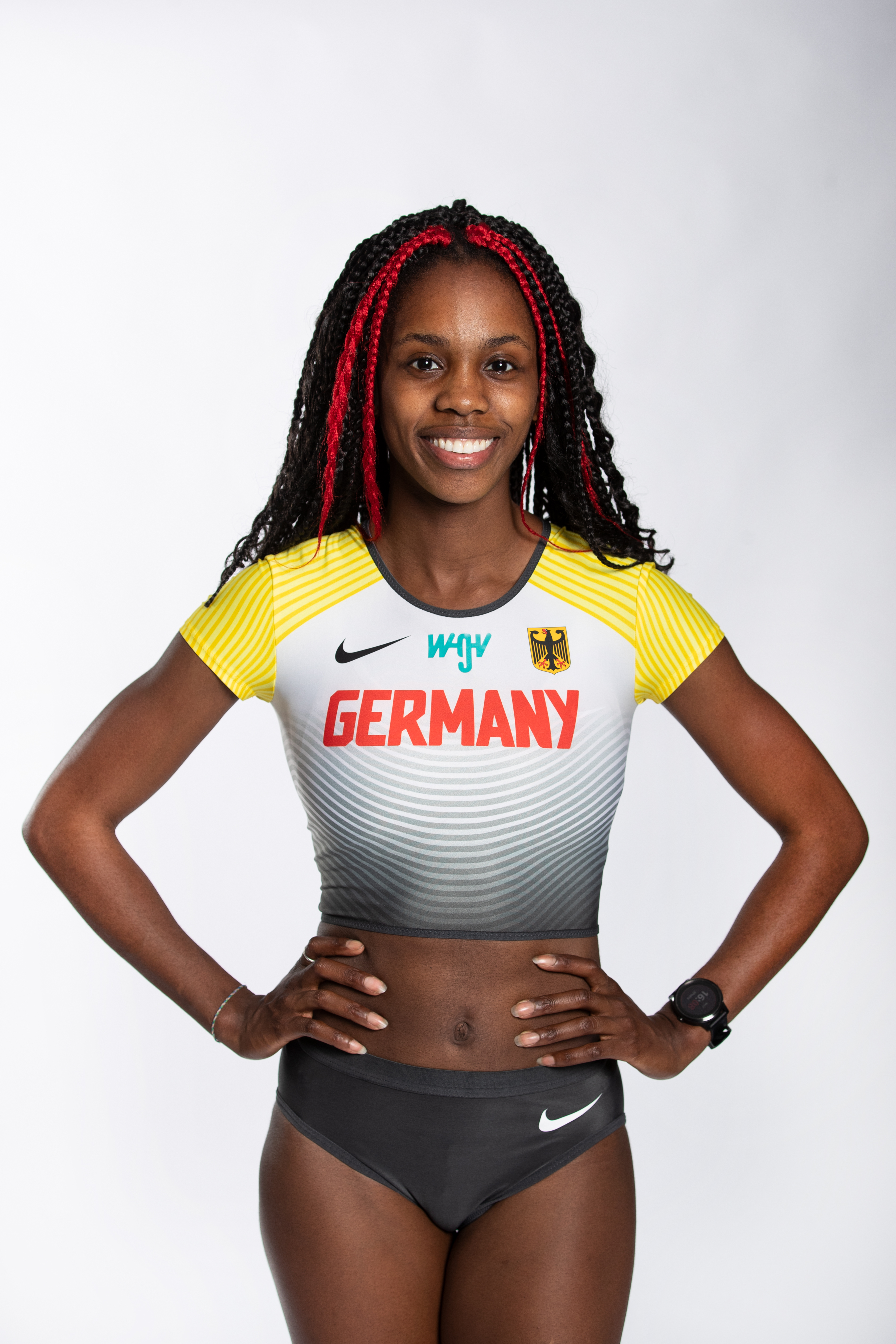
Maryse Luzolo (* 1995)

- Luzon, Bernard (* 1975), philippinischer Straßenradrennfahrer
- Luzon, Guy (* 1975), israelischer Fußballtrainer und -spieler

### Luzs
- Luzsicza, Stefan (* 1947), österreichischer Fußballspieler

### Luzu
- Luzunaris, Matt (* 1989), US-amerikanischer Fußballspieler
- Luzuriaga, Camilo (* 1953), ecuadorianischer Regisseur, Drehbuchautor und Produzent
- Luzuriaga, Diego (* 1955), ecuadorianischer Komponist
- Luzuriaga, Manuel Valarezo (* 1937), römisch-katholischer Bischof

### Luzy
- Luzykowitsch, Alena (* 1992), belarussische Biathletin
- Luzyschyn, Roman (* 1994), ukrainischer Bahnradsportler
- Luzyschyna, Oksana (* 1974), ukrainische Schriftstellerin, Dichterin, Übersetzerin und Literaturwissenschaftlerin

### Luzz
- Luzzago, Marco (1950–2022), italienischer Unternehmer und Großmeister des Malteserordens
- Luzzaschi, Luzzasco (1545–1607), italienischer Komponist und Organist
- Luzzati, Emanuele (1921–2007), italienischer Maler, Graphiker, Bühnenbildner, Illustrator und Animator
- Luzzato, Wanda (1919–2002), italienische Violinistin und Musikpädagogin
- Luzzatti, Luigi (1841–1927), italienischer Volkswirtschaftler, Finanzmann und Politiker; italienischer Premierminister
- Luzzatto, Amos (1928–2020), italienischer Mediziner und Essayist, Mitglied der jüdischen Gemeinde Roms
- Luzzatto, Elena (1900–1983), italienische Architektin
- Luzzatto, Gino (1878–1964), italienischer Wirtschaftshistoriker
- Luzzatto, Mosche Chaim (1707–1746), jüdischer Philosoph und Kabbalist
- Luzzatto, Samuel David (1800–1865), italienischer Gelehrter und Dichter
- Luzzatto, Sergio (* 1963), italienischer Historiker und Hochschullehrer
- Luzzatto, Simone (1582–1663), Rabbiner im Ghetto Venedigs
- Luzzi, Federico (1980–2008), italienischer Tennisspieler